# Kronstadt
Kronstadt (russisk: Кронштадт, tr. Kronsjtadt) er en by i Rusland på en øen Kotlin i Østersøen, der er forbundet med en vejdæmning til fastlandet, i nærheden af Sankt Petersborg. Byen har 44.414 (2023) indbyggere.

## Historie
Byen blev grundlagt af Peter den Store i 1704 som russisk flådebase ved Østersøen. Hans hovedarkitekt var Cornelis Cruys. Flådebasen blev kendt under to matrosoprør, det første i 1905-1906 udløst af forholdene i den kejserlige flåde, og Kronstadt-opstanden i 1921 mod det bolsjevikiske styre, som Kronstadt-matroserne ellers tidligere havde hjulpet til magten under Oktoberrevolutionen i 1917. Den gamle bydel i Sankt Petersborg og relaterede monumenter, herunder Kronstadt, blev optaget på UNESCOs verdensarvsliste i 1990 i henhold til kriterierne i, ii, iv og vi.